# Spirosphaera lignicola
Spirosphaera lignicola är en svampart som beskrevs av Abdullah, Gené & Guarro 1998. Spirosphaera lignicola ingår i släktet Spirosphaera, ordningen disksvampar, klassen Leotiomycetes, divisionen sporsäcksvampar och riket svampar.   Inga underarter finns listade i Catalogue of Life.